# La Ville des prodiges
La Ville des prodiges (titre original La ciudad de los prodigios) est un roman de l'écrivain espagnol Eduardo Mendoza publié en 1986. Il décrit la rapide évolution de la ville de Barcelone entre l'exposition universelle de 1888 et celle de 1929. Il ne s'agit pas d'un roman historique, comme le précise l'auteur en avant-propos, mais d'une transcription de la mémoire collective d'une génération de Barcelonais. Avec les licences nécessaires à l'écriture d'un roman, Eduardo Mendoza montre une évolution complète de la société, depuis son installation jusqu'au développement industriel économique et social, suivant la progression historique de la plus européenne des villes espagnoles.
Le roman fait partie de la liste des 100 meilleurs romans espagnols du XXe siècle établie par le journal El Mundo.

## Origine

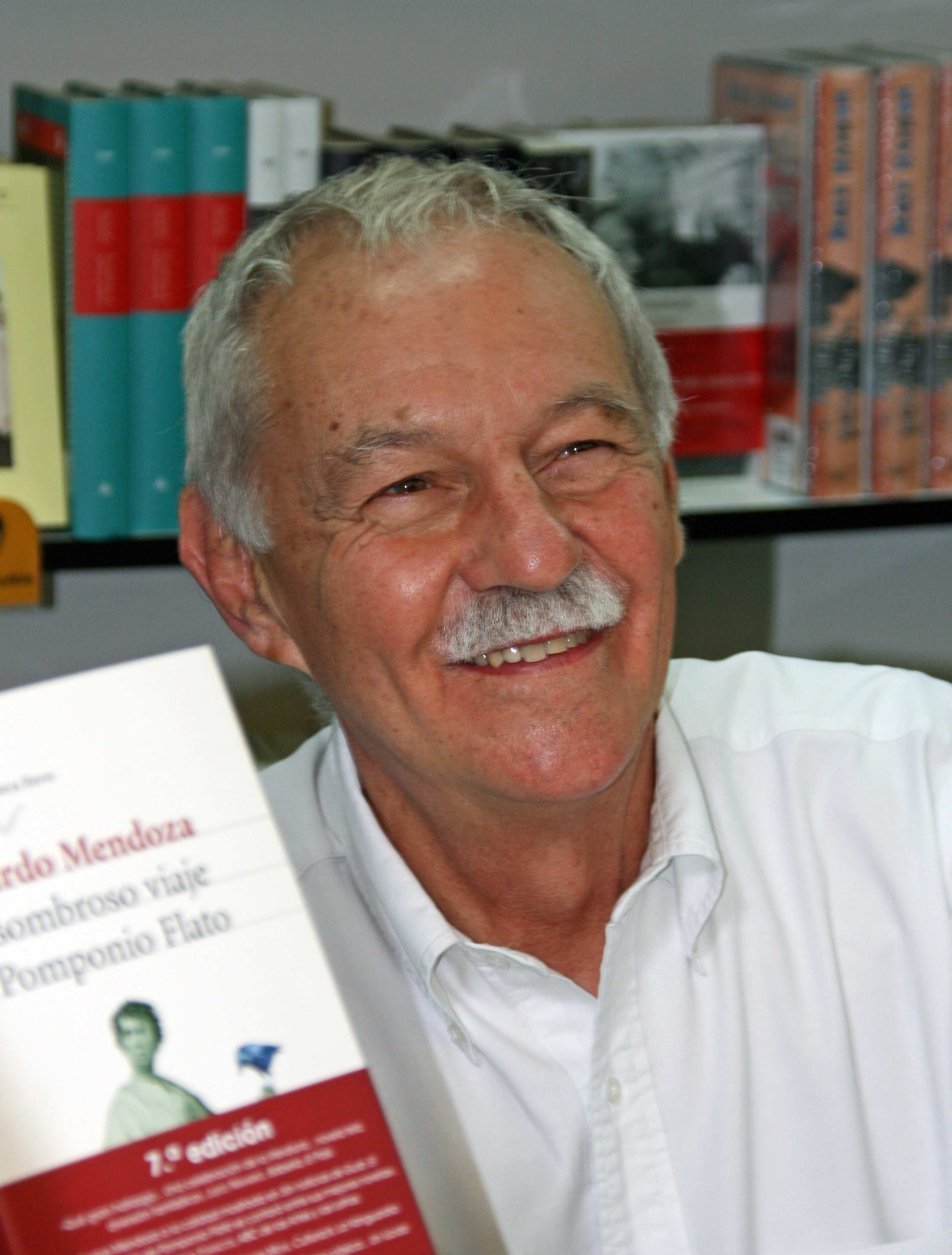
L'auteur en 2008

Dans les notes de la réédition de 2001,Mendoza raconta qu'il commença à écrire ce roman peu après la publication de La vérité sur l'affaire Savolta (es), bien qu'il ne l'eut terminé que plusieurs années plus tard, après des interruptions et l'écriture d'autres romans (El misterio de la cripta embrujada (es) et El laberinto de las aceitunas (d)). Il commença la rédaction hors de sa ville natale de Barcelone, l'abandonna un temps pour le reprendre lors de son installation dans la cité comtale où il écrivit le manuscrit « avec l'intention de récupérer l'image d'une ville qui était la mienne, mais de laquelle j'avais été absent durant des années cruciales. »

## Trame
Le fil conducteur de toute la trame est Onofre Bouvila, un personnage représentant de l'Ideal collectif des classes sociales les plus basses. C'est un jeune homme d'origine humble qui, grâce à ses propres efforts, se convertit en un des hommes les plus riches et influents non seulement de la Catalogne mais aussi de toute l'Espagne : un personnage sordide et cruel, sans scrupules, qui acquiert pouvoirs et biens grâce à ses manœuvres intelligentes mais aussi sauvages. L'histoire d' Onofre Bouvila sera fortement influencée par trois femmes. Une voyante lui dira qu'une le rendra riche, qu'une autre le rendra puissant et que la troisième le rendra heureux. Ce sont ces trois femmes qui directement ou indirectement apporteront à Onofre les instruments nécessaires pour s'élever socialement et économiquement, elles l'influenceront dans sa formation comme personnage, et elles créeront autour de lui un monde complet et complexe. 
Onofre débute à Barcelone comme livreur de pamphlets anarchiste pendant la construction de la future Exposition Universelle de Barcelone (1888) dans le Parc de la Ciudadela. À mesure qu'avance le récit, on découvre les débuts de Onofre à Barcelone de son passé humble dans « une Catalogne sauvage, sinistre et violente qui s'étend au sud-ouest des Pyrénées ». Son père, Joan Bouvila, a émigré à Cuba pendant dix ans, en laissant sa famille, avec l'objectif de prospérer économiquement. Pourtant, Onofre découvre à son retour que son père non seulement n'a pas réussi à prospérer en Amérique, mais qu'en plus il a feint de posséder une fausse fortune pour obtenir des prêts d'argent en Catalogne qui se sont transformés en dettes. À la suite de ces événements, Onofre décide de laisser derrière lui son passé et de se rendre à la ville pour poursuivre le rêve brisé de son père Joan.
Onofre commence par distribuer des prospectus pour un groupe d'anarchistes de Barcelone. La distribution de pamphlets anarchistes met Onofre dans une situation délicate avec la police, jusqu'à ce qu'il soit contacté par Humbert Figa i Morera, un avocat spécialisé dans la défense des voleurs et sbires de la société. Onobre se convertit alors en chef d'un des groupes de la mafia locale. Il commence à prospérer dans l'organisation, et à prendre ses propres décisions en dehors des ordres de Figa i Morera. Il fait face à un autre groupe de la mafia dominé par Alexandre Canals i Formiga. En un seul jour, il démantèle l'organisation de Canals i Formiga en donnant l'ordre d'assassiner Alexandre et la plupart de ses sbires, sans le consentement de Figa i Morera. Il prend le pouvoir de son organisation, où il introduit Monsieur Braulio comme leader et ses principaux amis, Efrén Castells et Odón Mostaza, comme coursiers. 
En tant que bras droit de Figa i Morera, Onofre amasse une grande fortune grâce à l'hypothèque de la maison de ses parents et grâce à la spéculation immobilière sur des terrains du plan d'aménagement urbain de Barcelone. De plus, il obtient de Figa i Morera la permission de se marier avec sa fille Margarita, et fait de l'avocat son beau-père. Cependant, ses fiançailles se voient entravées par l'intérêt que porte sa mère à marier Margarita avec Canals i Rataplán, fils du défunt Alexendre Canals i Formiga. Pour éliminer Canals i Rataplán, Onofre ordonne à son ami Odón Mostaza de l'assassiner. Il profite du crime parce que la police arrête Odon Mostaza, ainsi il élimine un éventuel concurrent au sein de son équipe. 
Avec la pendaison de Mostaza, Onofre fait sortir de prison Delfina, la fille du señor Braulio, et la transforme en Honesta Labroux, une actrice grâce à laquelle il met en œuvre une entreprise cinématographique pionnière en Espagne. Pourtant, l'entreprise devient en peu de temps un fiasco économique, fiasco auquel s'ajoute le Putsch de Primo de Rivera de 1923, motif qui l'oblige à s'exiler dans son village natal. Après avoir mis Efrén Castells à la tête de ses affaires, Onofre se réfugie dans le foyer de son frère Joan, maire de sa commune natale. Cependant, l'assassinat d'un curé dans le village l'incite à revenir à Barcelone, où Efrén refuse de lui rendre l'exercice de ses affaires, en faisant allusion au fait qu'« il pourrait apporter des problèmes avec le Gouvernement ».

## Adaptation cinématographique
Le roman a été adapté au cinéma en 1999 dans le film homonyme dirigée par Mario Camus et interprétée entre autres par Olivier Martinez (Onofre Bouvila) et Emma Suárez (Delfina).